# المفاعل النووي الصغير

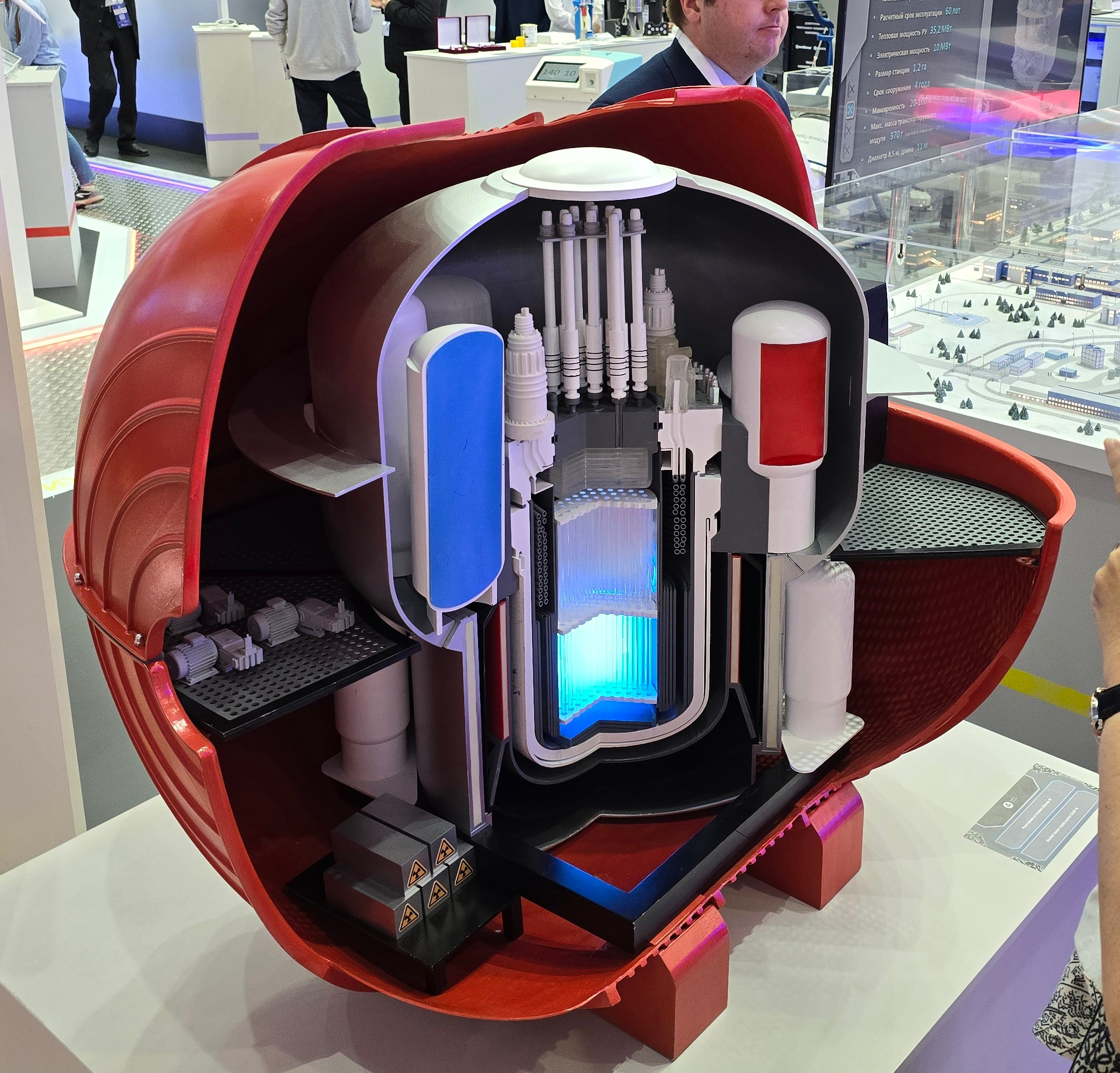
المفاعل النووي الروسي الصغير Shelf-M.

المفاعل النووي الصغير هو نوع من المفاعلات النووية التي يمكن تجميعها بسهولة ونقلها عن طريق البر أو السكك الحديدية أو الجو.  المفاعلات الدقيقة أصغر بحوالي 100 إلى 1000 مرة من المفاعلات النووية التقليدية، وتتراوح قدرتها بين 1 إلى 20 ميغاواط. بالمقارنة، توفر المفاعلات المعيارية الصغيرة (SMRs) قدرة تتراوح بين 20 إلى 300 ميغاواط.  وبفضل حجمها الصغير، يمكن نشر المفاعلات الدقيقة في مواقع مثل القواعد العسكرية المعزولة أو المجتمعات المتضررة من الكوارث الطبيعية. كما يمكن تشغيلها كجزء من شبكة الكهرباء، أو بشكل مستقل عنها، أو ضمن شبكة صغيرة لتوليد الكهرباء وتوفير الطاقة الحرارية.  تم تصميمها لتوفير طاقة مرنة وغير كربونية ومستقلة في البيئات الصعبة.  المصدر الرئيسي للوقود النووي لمعظم التصاميم هو " اليورانيوم منخفض التخصيب عالي التحليل "، أو HALEU. 

## تاريخ
نشأت المفاعلات النووية الدقيقة في إطار مشروع الغواصة النووية التابع للبحرية الأمريكية، الذي اقترحه لأول مرة روس جان من مختبر أبحاث البحرية الأمريكية في عام 1939.  تم تعديل هذا المفهوم من قبل الأدميرال هيمان ريكوفر، مما أدى إلى إطلاق برنامج الغواصات النووية الأمريكية في الخمسينيات من القرن العشرين. كانت الغواصة USS Nautilus هي أول غواصة نووية تُبنى في الولايات المتحدة، وقد تم إطلاقها في عام 1955. وقد تم تجهيزها بمفاعل S2W من شركة ويستنجهاوس، وهو مفاعل يعمل بتقنية الماء المضغوط ويولد طاقة تصل إلى 10 ميغاواط، مما ساهم في تحقيق نقلة نوعية في قدرات البحرية الأمريكية. 

## تصميم
تم تصميم هذه المفاعلات لتلبية احتياجات الطاقة في المناطق الصغيرة، حيث يكون إنشاء محطة طاقة أكبر غير فعال، ولكن لا تزال هناك حاجة لتوليد طاقة تفوق ما تقدمه المولدات التقليدية. تُعتبر المفاعلات النووية الدقيقة، وهي فئة فرعية من المفاعلات الصغيرة المعيارية (SMRs)، نوعًا متقدمًا من محطات الطاقة النووية المصممة لتوليد الكهرباء على نطاق أصغر مقارنةً بالمفاعلات النووية التقليدية. عادةً ما تتراوح سعة هذه المفاعلات الدقيقة حول 20 ميغاواط أو أقل، وهي مصممة لتكون معيارية وقابلة للنقل، مما يجعلها مثالية لتزويد المجتمعات الصغيرة والمناطق النائية، فضلاً عن دعم صناعات مثل تحلية المياه وإنتاج وقود الهيدروجين. 
تُعدّ أحد المزايا الرئيسية للمفاعلات النووية الدقيقة هي أن تأثيرها البيئي أقل بكثير مقارنة بالوقود الأحفوري، حيث إنها لا تُصدر غازات دفيئة مثل ثاني أكسيد الكربون (CO2) والميثان. ومع ذلك، تنتج هذه المفاعلات نفايات مشعة، مما يخلق تحديات كبيرة فيما يتعلق بطرق التعامل معها والتخلص منها بشكل آمن. من بين الحلول المتاحة حاليًا للتخلص من هذه النفايات، يتم دفنها في مرافق تخزين عميقة تحت الأرض، مثل منشأة "أونكالو" في فنلندا، التي صُممت خصيصًا لضمان سلامة تخزين النفايات المشعة على المدى الطويل. بالإضافة إلى ذلك، فإنها يمكن أن تعمل بشكل مستمر لمدة تصل إلى 10 سنوات دون الحاجة إلى إعادة التزود بالوقود. 
تستخدم المفاعلات الدقيقة عملية الانشطار النووي لتوليد الحرارة، التي تُستخدم لاحقًا لإنتاج الكهرباء عبر توربين بخاري. يحيط بقلب المفاعل درع سميك يهدف إلى حماية العمال والبيئة من الإشعاع. يحتوي القلب أيضًا على قضبان وقود تحتوي على اليورانيوم أو مواد انشطارية أخرى. عند تعرض الوقود لعملية الانشطار، يتم إطلاق الطاقة على شكل حرارة، التي تنتقل بعد ذلك إلى سائل تبريد يتدفق عبر المفاعل. عادةً ما يكون المبرد عبارة عن ماء أو معدن سائل، مثل الصوديوم أو الرصاص، والذي يمتص الحرارة وينقلها إلى مبادل حراري. يقوم المبادل الحراري بعد ذلك بنقل الحرارة إلى مبرد ثانوي، الذي يُستخدم لتوليد البخار وإنتاج الكهرباء. 
تعكس المفاعلات الدقيقة والمفاعلات النووية الصغيرة مجموعة متنوعة من التقنيات، بما في ذلك مفاعلات الماء الخفيف (LWRs)، ومفاعرات الغاز ذات درجة الحرارة العالية (HTGRs)، وتصميمات المفاعلات المتقدمة مثل المفاعلات السريعة بالمعادن السائلة (FRs)، ومفاعلات الملح المنصهر (MSRs)، ومفاعلات الأنابيب الحرارية (HP). يمكن أن تختلف التصميمات بناءً على نوع الوقود والمواد المستخدمة، وكذلك على نظام التبريد والعاكسات، بالإضافة إلى تقنيات التصنيع مثل التصنيع الإضافي والمبادلات الحرارية. 
يُعتبر تصميم مفاعل الأنابيب الحرارية أبسط أنواع المفاعلات الصغيرة، حيث يُحسن من نقل الطاقة ويتجنب الحاجة لاستخدام المضخات لتدوير سائل التبريد. تعتمد المفاعلات الدقيقة، التي تستخدم تقنية المفاعل الحراري عالي الحرارة، على وقود متساوي الخواص ثلاثي الهياكل (TRISO)، وهو نفس نوع الوقود المستخدم في تصميمات المفاعل الحراري عالي الحرارة الأكبر حجمًا. أما بالنسبة لتقنيات المفاعلات السريعة (FR)، التي تركز على الكفاءة والاكتناز في استخدام الطاقة، فإنها تتضمن استخدام وقود أكسيد مثبت، بالإضافة إلى مواد تجريبية أخرى مثل وقود النيتريد. يُتوقع أن يكون الوقود التجريبي أكثر كفاءة في المفاعلات الدقيقة، نظرًا لأن وقت بقاء الوقود في قلب المفاعل يكون أطول بكثير مقارنةً بالمفاعلات التقليدية، مما يزيد من التعرض للإشعاع. 
أتُعدّ إحدى السمات الرئيسية للمفاعلات النووية الصغيرة هي حجمها الصغير وتعدد وحداتها. يمكن تصنيع هذه المفاعلات في المصانع وشحنها إلى وجهتها النهائية، مما يقلل من تكاليف البناء ومدة التنفيذ. يمكن تركيبها تحت الأرض، أو تحت الماء، أو في مناطق نائية أخرى، مما يجعلها مثالية لتلبية احتياجات الطاقة في المجتمعات الصغيرة، والمواقع الصناعية، والمنشآت العسكرية، وغيرها من المواقع المتخصصة. بالإضافة إلى ذلك، يسمح التصميم المعياري بسهولة التوسع، حيث يمكن إضافة مفاعلات دقيقة إضافية لزيادة إنتاج الطاقة وفقًا للاحتياجات. 
أدى التأثير البيئي الناتج عن تقليل الغازات المسببة للاحتباس الحراري، بالإضافة إلى القدرة على إنتاج طاقات منخفضة تقل عن 100 ميغاواط حراري، إلى زيادة الاهتمام العالمي بالمفاعلات النووية الدقيقة، والتي يمكن أن تلبي احتياجات الشركات ذات متطلبات التحكم الأقل. تشمل الفوائد الإضافية لهذه المفاعلات القدرة على التكيف بشكل أكبر مع مختلف المواقع، وتحقيق مستوى متقدم من الأمان، فضلاً عن أوقات التطوير القصيرة ومتطلبات الاستثمار المباشر المنخفضة. 

### التحديات
رغم المزايا العديدة التي تقدمها المفاعلات النووية الصغيرة، إلا أنها تواجه تحديات كبيرة. يُعتبر الحصول على الموافقة التنظيمية أحد أبرز هذه التحديات، حيث يتعين أن تخضع المفاعلات لاختبارات دقيقة وشهادات قبل أن يتم استخدامها، وتفرض العديد من الدول لوائح صارمة، مثل تلك التي وضعتها لجنة التنظيم النووي الأمريكية (NRC). 
ومع ذلك، تكمن المشكلة الأساسية التي تواجه المفاعلات الدقيقة في التكلفة لكل كيلوواط/ساعة، حيث تفقد هذه المفاعلات مزايا الحجم عندما يتعلق الأمر بالكفاءة الاقتصادية. يمكن أن تؤدي تكاليف التصميم والتشغيل والصيانة إلى جعل هذه المفاعلات النووية منخفضة الطاقة باهظة الثمن بشكل لا يُحتمل. ويبين التحليل الاقتصادي أنه على الرغم من انخفاض تكاليف رأس المال، فإن المفاعلات الصغيرة لا تستطيع التنافس من حيث التكلفة مع محطات الطاقة النووية الكبيرة بسبب اقتصاديات الحجم. ومع ذلك، فإنها لا تزال قادرة على التنافس مع التقنيات ذات الحجم والتطبيق المماثل، مثل مولدات الديزل في الشبكات الصغيرة والطاقات المتجددة. 
علاوة على ذلك، غالبًا ما يكون التصور العام للطاقة النووية سلبيًا، بسبب المخاوف المتعلقة بالسلامة والتخلص من النفايات النووية. كما أن توفر وقود اليورانيوم منخفض التخصيب عالي الجودة (HALEU) في السوق التجارية ما يزال محدودًا، مما يشكل عقبة أمام إمكانية تشغيل المفاعلات الدقيقة حتى في حال الحصول على الموافقة التنظيمية.
تتضمن القضايا الأخرى المخاطر المرتبطة بالسلامة والانتشار، التي تُعتبر أعلى مقارنة بمحطات الطاقة النووية الكبيرة، بالإضافة إلى متطلبات الترخيص للمفاعلات الصغيرة التي لم تُبنى بعد. هذه التحديات تجعل من الضروري تعزيز الوعي والفهم حول فوائد هذه المفاعلات ومخاطرها المحتملة.  كما أن الحجم الأصغر للمفاعل النووي الصغير واستخدامه للوقود HALEU يعرضه أيضًا لخطر السرقة بشكل متزايد. إن اليورانيوم الموجود في المفاعل النووي الصغير من السهل تحويله إلى درجة صنع الأسلحة، مما يجعله أداة مثالية للإرهاب النووي والانتشار النووي. 

## التطور الحالي
تتُعتبر المفاعلات النووية الصغيرة المخصصة للاستخدام المدني حاليًا في المراحل الأولى من التطوير، حيث تتنوع التصميمات الفردية في مراحل مختلفة من النضج. تدعم الولايات المتحدة تطوير أي شكل من أشكال المفاعلات النووية الصغيرة أو المتوسطة الحجم منذ عام 2012.
يركز العمل الحالي على استكشاف جدوى دمج سوائل التبريد المستخدمة عادة في تطبيقات المفاعلات السريعة، مثل الصوديوم والملح المنصهر وسوائل التبريد القائمة على الرصاص، مع المواد الوسيطة، مع التركيز الخاص على الملح المنصهر من منظور التصميم الأساسي.
أما بالنسبة للأعمال المستقبلية، فستتركز على تحسين التصميم الأساسي وإجراء حسابات ثلاثية الأبعاد مقترنة، مثل الحسابات الحرارية الهيدروليكية، وأداء الوقود، والنيوترونيات، بهدف تحديد السلوك التفصيلي وعمليات التشغيل. 
اعتبارًا من عام 2010، زاد الاهتمام بمحطات الطاقة النووية العائمة المتنقلة، التي تُعتبر شكلًا من أشكال المفاعلات النووية الدقيقة. من الأمثلة البارزة على ذلك محطة أكاديميك لومونوسوف الروسية، التي تضم مفاعلين بقوة 35 ميغاواط كهربائي، ومحطة ACPR50S الصينية، التي تستخدم مفاعلًا بقوة 60 ميغاواط كهربائي، والذي يُصنف كمفاعل ماء مضغوط بحري.
إلى جانب محطة أكاديميك لومونوسوف، تُجرى دراسات لعدة تصميمات جديدة لمصادر الطاقة المستقلة في روسيا، مما يشير إلى إمكانية تحقيق تقدم كبير في هذا المجال في المستقبل. 
في عام 2018، نجحت وكالة ناسا في عرض مفاعل صغير بمقياس كيلوواط يعتمد على تقنية Kilopower الخاصة بها.   يتم تطويره لدعم استكشاف الإنسان للقمر ومهمات المريخ.  تستخدم هذه التقنية الفريدة طريقة مبتكرة لتبريد قلب المفاعل، الذي يساوي حجمه تقريبًا حجم لفة منشفة ورقية. حيث تنقل أنابيب الحرارة المحكمة الحرارة من المفاعل إلى المحركات، التي تقوم بتحويل هذه الحرارة إلى كهرباء بكفاءة عالية. تم التوصل إلى النهج المتبع في اكتشاف وقود التبريد المستخدم في نوى المفاعل من خلال سلسلة من الحسابات النطاقية، والتي تستخدم وعاء المفاعل والأبعاد الداخلية، متبوعة بحساب الاهتزازات والحوادث الافتراضية التي قد تؤدي إلى تدمير النواة. 
في أبريل 2022، أعلنت وزارة الدفاع الأمريكية موافقتها على مشروع بيليه ، وهي مبادرة تهدف إلى خفض انبعاثات الكربون من خلال الاستثمار في التقنيات النووية. تبلغ ميزانية المشروع 300 مليون دولار لتطوير مفاعل مصغر قادر على توليد 1.5 ميغاواط لمدة لا تقل عن ثلاث سنوات.  دخل مكتب القدرات الاستراتيجية الأمريكية الذي يتبع لوزارة الدفاع الامريكية في شراكة مع شركة BWXT Technologies في يونيو 2022 لتحقيق هذا الهدف. قامت شركة BWXT بتطوير مفاعل مبرد بالغاز عالي الحرارة (HTGR)، الذي سيولد طاقة تتراوح بين 1 إلى 5 ميجاوات كهربائية، مع إمكانية نقله في حاويات الشحن. سيتم تشغيل المفاعل باستخدام وقود TRISO، وهو نوع محدد من وقود اليورانيوم المنخفض التخصيب عالي التحليل (HALEU)، الذي يتميز بقدرته على تحمل درجات الحرارة العالية ومخاطر بيئية منخفضة نسبيًا. 
تخطط وزارة الطاقة الأمريكية حاليًا لتطوير مفاعل بقدرة 100 كيلووات في ولاية أيداهو، يحمل اسم "مفاعل التحقق من صحة وتقييم تطبيقات المفاعلات الدقيقة" (MARVEL).
تتوقع وزارة الدفاع الأمريكية مواعيد نهائية وتحديات لنشر أول مفاعل نووي صغير بحلول نهاية عام 2027. كما تقدر أن الوقت اللازم من تقديم طلب الترخيص حتى التسويق سيكون حوالي 7 سنوات.